# Yada'il Dharih I.
Yada'il Dharih I. (sabäisch ydʿʾl ḏrḥ), Sohn des Sumuhu'ali war ein sabäischer Herrscher (Mukarrib). Hermann von Wissmann setzte seine Regierungszeit um 660 v. Chr., Kenneth A. Kitchen dagegen um 490–470 v. Chr. an.
Yada'il Dharih ist durch einige Bauinschriften als Bauherr verschiedener Monumentalbauten überliefert. Sein bedeutendstes Bauunternehmen war der Awwam-Tempel vor den Toren der Hauptstadt Marib. Zudem errichtete er den Almaqah-Tempel in der Tempelvorstadt von Sirwah sowie die Ummauerung des Tempels von al-Masadschid 27 km südlich von Marib. Einige weitere Inschriften beziehen sich auf die Befestigung eines Ortes oder eines Gebäudes namens Murad. Möglicherweise bezieht sich auch eine Inschrift, die den Bau eines Turmes in Sirwah erwähnt, auf ihn. Sein Sohn war Sumuhu'ali Yanuf I.